# Xuân Thiêm
Xuân Thiêm (tên khai sinh là Phạm Xuân Thiêm; sinh năm 1926) là nhà thơ Việt Nam, được tặng Giải thưởng Nhà nước về Văn học Nghệ thuật vào năm 2022.      

## Tiểu sử
Xuân Thiêm, tên khai sinh là Phạm Xuân Thiêm (bút danh: Hồ Trương, Bút Chiến Hào), sinh ngày 01 tháng 3 năm 1926 tại xã Hùng An, huyện Kim Động, tỉnh Hưng Yên.
Xuân Thiêm tham gia cách mạng từ trước Tổng khởi nghĩa tháng Tám 1945, từng làm Chủ nhiệm Việt Minh huyện. Từ năm 1946 đến 1950, ông làm Chủ nhiệm báo Bãi Sậy của tỉnh Hưng Yên, là thành viên Ban vận động thành lập Hội Văn nghệ Liên Khu 3. Năm 1951, ông nhập ngũ, phụ trách báo chí, văn nghệ ở Đại đoàn 320 cho đến 1956 được điều động về trại sáng tác của Tổng cục Chính trị, từng làm Thư ký tập san Sinh hoạt văn nghệ tiền thân của tạp chí Văn nghệ quân đội sau này. Năm 1957, khi tạp chí Văn nghệ quân đội ra mắt, ông là thành viên của Ban biên tập đầu tiên. Nhiều năm sau đó, ông đảm nhiệm chức Trưởng phòng Văn nghệ quân đội, trưởng ban Tổng kết của Cục Văn hoá Bộ Quốc phòng.
Năm 1978, ông chuyển ngành sang Hội Liên hiệp Văn học Nghệ thuật Việt Nam được bầu bổ sung làm Phó Tổng thư ký Hội Văn nghệ Dân gian Việt Nam khoá I, từng là Uỷ viên thư ký của Uỷ ban Trung ương Hội Liên hiệp Văn học Nghệ thuật Việt Nam cho đến khi nghỉ hưu.
Ông là thành viên sáng lập Hội Nhà văn Việt Nam.

## Sự nghiệp
Xuân Thiêm có thơ in báo từ năm 1948 và nhiều bài thơ hay của ông đã xuất hiện từ những năm 50 của thế kỷ trước. Bài thơ Người con Vệ quốc, Xuân Thiêm viết năm 1957 mà lứa các nhà thơ thời chống Mỹ nhiều người thuộc. Ông có những bài thơ nhiều người cùng thế hệ rất yêu thích như Đò chiều, Vóc dáng sông Hồng, Người đan võng, Đồng đội tìm nhau, Cô gái Bạch Long Vĩ… Cô gái Bạch Long Vĩ là một bài thơ kể chuyện, theo nhà thơ Trần Đăng Khoa đánh giá là bài thơ hay nhất trong cuộc đời thi sĩ của Xuân Thiêm. Bài thơ đã được in trong Tuyển thơ chống Mỹ năm 1965-1972.
nhà thơ Xuân Thiêm.
Nhà thơ Bằng Việt đã viết về ông: “Khi cùng các nhà văn quân đội tham gia Hội nghị thành lập Hội Nhà văn Việt Nam, trở thành một trong các hội viên sáng lập Hội Nhà văn Việt Nam; rồi được điều động sang Hội Liên hiệp văn học nghệ thuật Việt Nam, để trở thành "ông từ giữ đền" của cả khối văn học nghệ thuật Việt Nam trong suốt 15 năm, cùng với nhà thơ Huy Cận đứng ở vị trí "quân trung luận bàn" cho rất nhiều chủ trương chính sách của cả giới văn nghệ sĩ…”.
Năm 2022, ông được tặng Giải thưởng Nhà nước về Văn học Nghệ thuật với cụm tác phẩm: Người trai Bình Định (truyện thơ); Xuôi dòng Nậm Na (trường ca).

## Tác phẩm chính
- Người trai Bình Định (truyện thơ);
- Cô gái bãi bồi (truyện thơ);
- Xuôi dòng Nậm Na (trường ca);
- Nghĩa vụ quang vinh (diễn ca);
- Lửa ấm bản Mèo (truyện thơ);
- Giữa khoảng trời mây bông (thơ);
- Đại đoàn đồng bằng (ký sự lịch sử, soạn chung);
- Văn hoá dân gian vùng đất Tổ (nghiên cứu, biên soạn, đồng chủ biên);
- Gương mặt thơ Phố Hiến (tuyển thơ);
- Kim Động, vùng văn hoá dân gian đặc sắc;
- Văn hoá dân gian Hưng Yên – đôi nét phác thảo (nghiên cứu, biên soạn);
- Chồi biếc (thơ – tuyển chọn giới thiệu, 2010);
- Xuân Thiêm – thơ văn tuyển chọn (thơ, văn, 2014).

Nguồn: 

## Vinh danh
- Giải thưởng Nhà nước về Văn học Nghệ thuật năm 2022.